# Vento d'estate (Marvin)
Vento d'estate è un singolo di Marvin, cantante del gruppo di musica techno Prezioso feat. Marvin, pubblicato il 20 giugno 2014 da Bang Record. È una cover in chiave dance dell'omonimo pezzo di Max Gazzè e Niccolò Fabi del 1998.

## Produzione
Nel 2014 Alessandro Moschini decise di realizzare una propria versione di Vento d'estate di Max Gazzè e Niccolò Fabi, sviluppando un'idea che aveva avuto più di un anno prima con il produttore Paolo Sandrini, ex-collaboratore di Gigi D'Agostino con cui aveva già lavorato assieme alla band per i singoli Tell Me Why (1999) e Let Me Stay (2000); alla realizzazione contribuì anche Rudeejay. Il brano della fu pubblicato negli store digitali il 20 giugno sotto il soprannome dell'artista, Marvin, dalla Bang Record, etichetta di Dj Ross che lo aveva annunciato con un teaser sul proprio canale YouTube il 13 giugno. L'artista affermò circa la scelta di realizzare la cover del pezzo «Ci sono delle canzoni che arrivano, si siedono accanto a te e ti accompagnano per tanto, tanto tempo. Alcune, addirittura, per tutta la vita. Vento d'estate per me è una di quelle canzoni.» Egli avrebbe fatto seguire a questo singolo un altro rifacimento di un brano estivo, ovvero quello di Un'estate al mare di Giuni Russo, uscito nei negozi digitali sempre sotto Bang Record il 10 luglio 2015.

## Video musicale
Il videoclip della canzone venne girato da Fabio Salituro & Carlotta Cortesi di MezcalVideo e venne caricato sul canale YouTube della casa discografica lo stesso giorno della pubblicazione. Per tutta la sua durata Marvin è seduto in una stanza nera con degli occhiali da sole e canta il pezzo, mentre attorno a lui entrano ed escono dall'inquadratura delle ragazze, che lo baciano e lo provocano. Inoltre, ad un certo punto, un uomo gli mette un paio di cuffie collegate ad un lettore MP3, mentre un altro tenta di prendere il suo posto a sedere.

## Tracce
Musica e testo di Max Gazzè e Riccardo Sinigallia.
1. Vento d'estate – 2:55

## Formazione
- Marvin – voce
- Paolo Sandrini – produzione
- Rudeejay – produzione